# Efecto dominó (juego)

El efecto dominó.

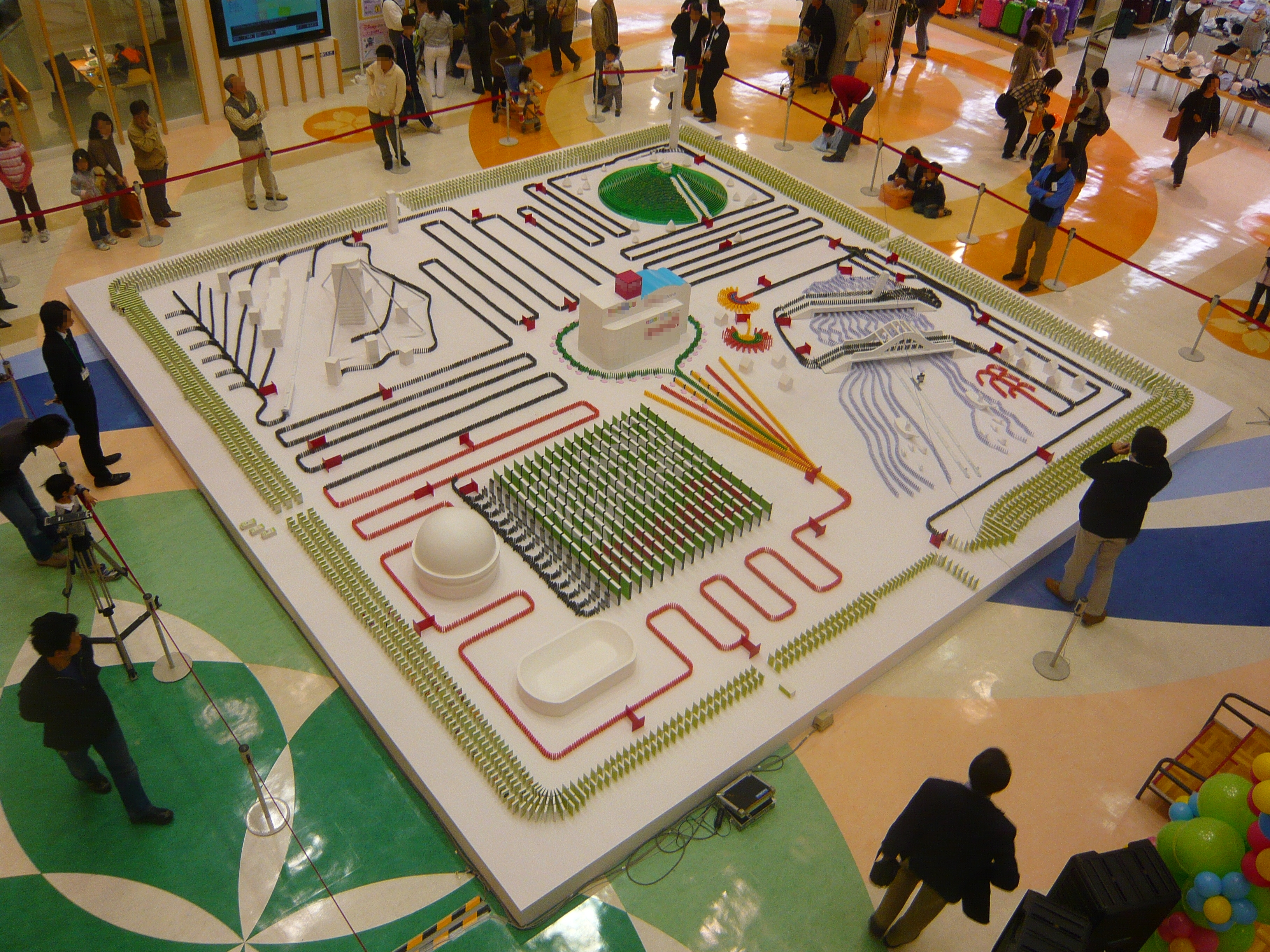
Exposición de un juego en Japón.

El juego del efecto dominó (en inglés: Domino Show), está basado en un juego de destreza o entretenimiento que consiste en colocar sistemáticamente una serie de fichas de dominó en hilera, formando figuras y mecanismos artificiosos, y al dar un leve empujón a la ficha inicial provocar un efecto en cadena, logrando que todas las fichas terminen cayendo. 
Aunque se pueden utilizar otros objetos para lograr el efecto en cadena, por ejemplo cajas de cerillas, naipes doblados transversalmente, libros, bloques rectangulares, etc., lo más común y práctico es usar fichas de dominó.
Este juego se puede efectuar en casa con algunas decenas de fichas; pero debido al poder de atracción, sincronía y perfección que ejerce, ha llegado a convertirse en una afición y en un espectáculo que se realiza en grandes espacios, con un número gigantesco de fichas de colores diversos, usando mecanismos altamente ingeniosos, y que involucra una cantidad considerable de personas y tiempo en su montaje.

## El espectáculo
En algunos países, como los EE. UU., Japón o los Países Bajos, se organizan exhibiciones y campeonatos, donde el objetivo, aparte del recreativo, es superar lo anteriormente hecho en el número de fichas a hacer caer y en impacto visual. Estos eventos, que suelen ser transmitidos por televisión, son organizados por empresas especializadas en la manufactura de fichas y en la creación y montaje del proyecto.

### Características generales
En términos generales, estos espectáculos reúnen las siguientes características:
- Uso de fichas especiales: uniformes (sin horadaciones) y con una superficie lisa, fija y antideslizante, pintadas de colores diversos y nítidos, y en algunos casos de tamaños diferentes.

- Un medio práctico y original para accionar la primera ficha, ya que suele estar encerrada en el centro de una enorme construcción: se ha recurrido, por poner dos ejemplos, a una bola de cristal que se deja rodar por un canal desde un extremo y que al final golpea la primera ficha o a una modelo acróbata suspendida de una cuerda y que columpiándose boca abajo empuja la ficha indicada con un dedo.

- Una hilera inicial que se bifurca en hileras paralelas y en hileras independientes que pueden tener un final o volver a incorporarse a la hilera principal.

- No sólo se cuenta con líneas rectas y horizontales: se pueden construir hileras en pendiente o incluso verticales (formando una pirámide, por ejemplo). Las hileras pueden ser circulares, en espiral, en zigzag, etc.

- Construcción de diseños interesantes: ya sean formas (flores, pirámides, edificios, ticadiscos, etc.) o imágenes (pingüinos, tortugas, estadio de fútbol, mapamundi, etc.) que pueden aparecer cuando todas las fichas que la conforman han caído u ofrecer una nueva imagen conforme las fichas van cayendo.

- Empleo de técnicas físicas, mecanismos mecánicos, k

hidráulicos o eléctricos en la construcción de artificios impactantes, innovadores y atrevidos para dar un giro increíble y genial a la ejecución del juego: piezas que se trasladan a través de canales, tubos o incluso acuarios y que en el punto final de su viaje impactan con otra hilera de fichas 
- Instalación de puertas de seguridad en diversos puntos del recorrido del montaje para prevenir que se expanda el efecto en cadena por todas partes si se produce algún roce accidental mientras dure la construcción; así como el empleo de mecanismos ocultos de reactivación en caso de algún fallo o error de los artefactos (en los campeonatos donde se trata de romper el récord, esta práctica está prohibida)

.

## Información adicional
- El Libro Guinness de récords mundiales cuenta desde hace tiempo con una entrada para este entretenimiento: en noviembre de 2009, el récord era de 4.491.863 fichas obtenido en Leeuwarden (Países Bajos) por la firma Weijers Domino Productions en su encuentro anual conocido como Domino Day.
- La cerveza Guinness emitió el 9 de noviembre de 2007 en el Reino Unido un anuncio de televisión en el que se muestra un enorme efecto dominó que comienza con fichas de dominó y continúa con objetos cada vez más grandes e inverosímiles: cajas de cerillas, libros, barras de pan, maletas, muebles y utensilios diversos, neumáticos, coches, etc. El anuncio comercial fue realizado en la localidad de Iruya en los Andes argentinos.[1]
- El 9 de noviembre de 2009 el Gobierno Federal de Alemania realizó en Berlín un efecto dominó como parte de la denominada Fiesta de la Libertad, la celebración del XX aniversario de la caída del Muro de Berlín, en el que se dejaron caer 1000 grandes bloques de poliestireno pintados a mano entre el Parlamento Federal y la plaza de Potsdam, pasando por la Puerta de Brandeburgo.
- El color del dominó se representa por el color de sus puntos y no de su ficha eso quiere decir que la ficha es llamada "blanca" aunque el dominó es negro por sus puntos.